# Kloesjino
Kloesjino (Russisch: Клушино) is een dorp in de Russische oblast Smolensk. De plaats ligt in de buurt van de stad Gagarin.
In Kloesjino vond op 4 juli 1610 de slag van Kloesjino plaats, een van de grote slagen uit de Pools-Moskovitische Oorlog (1609-1618).
Kloesjino is tegenwoordig bekend als geboorteplaats van Joeri Gagarin, de eerste mens die een ruimtevlucht maakte. In het dorp is een museum aan hem gewijd.

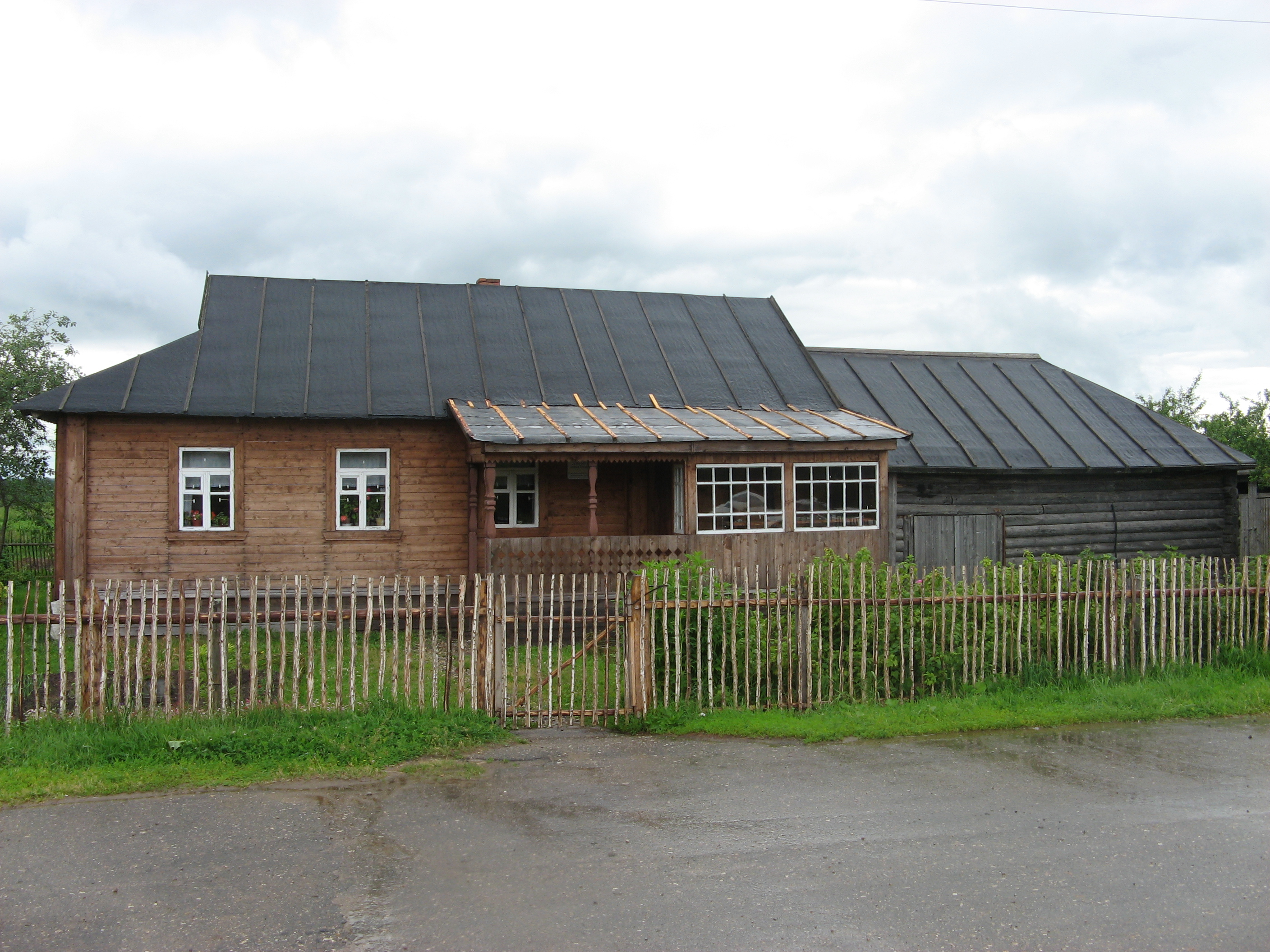
Geboortehuis van Gagarin
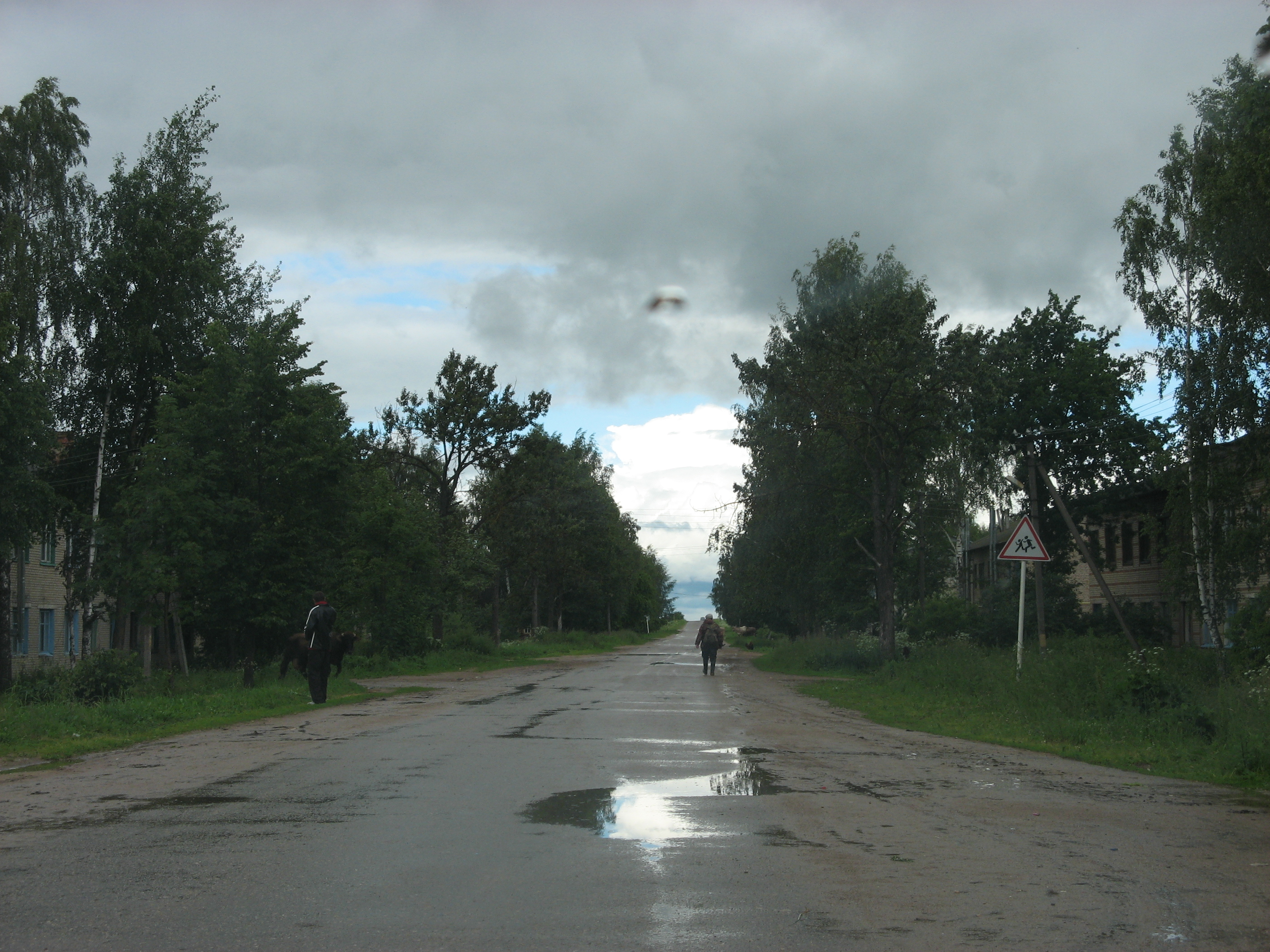
Straatbeeld
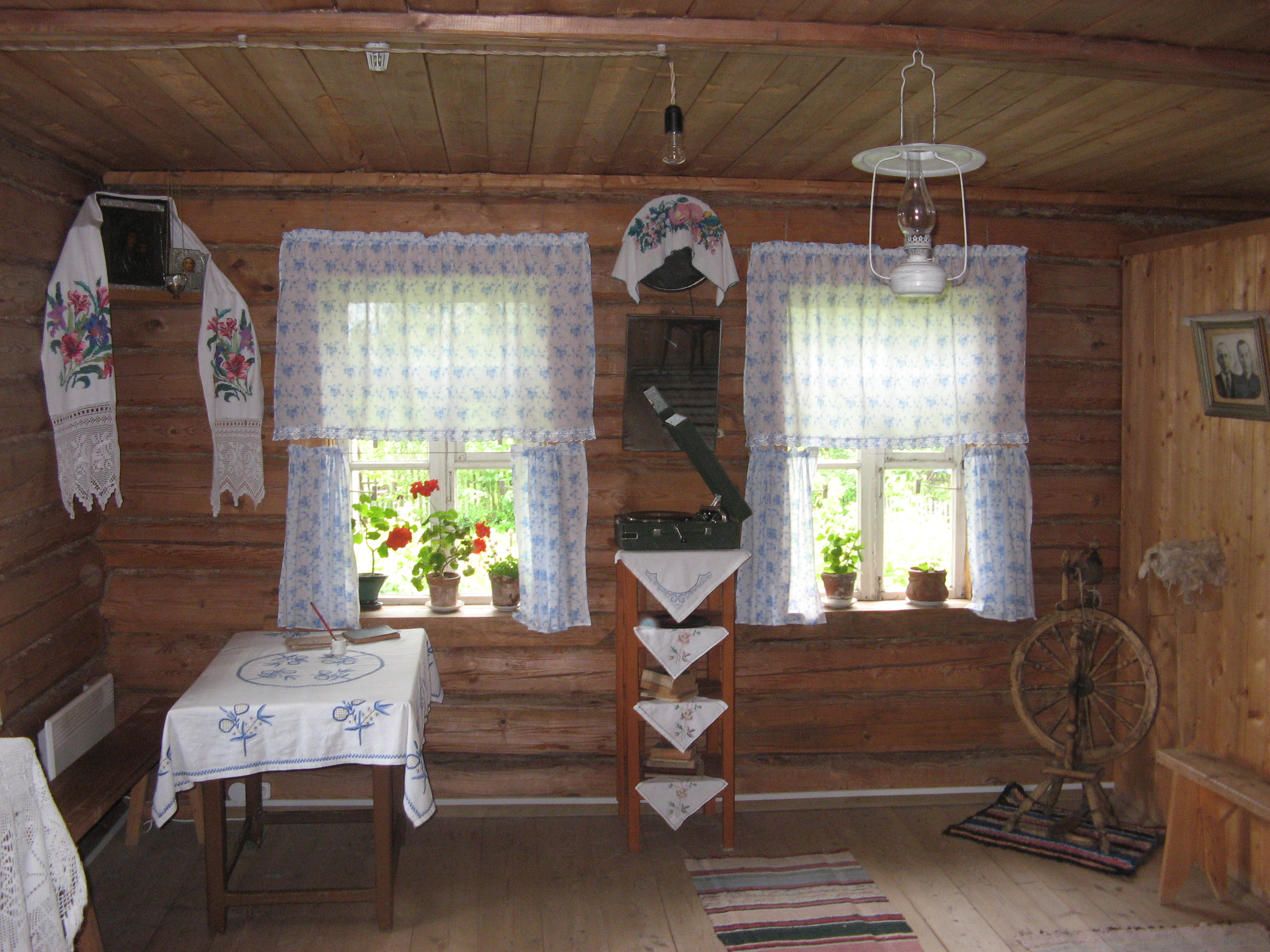
Gagarinmuseum
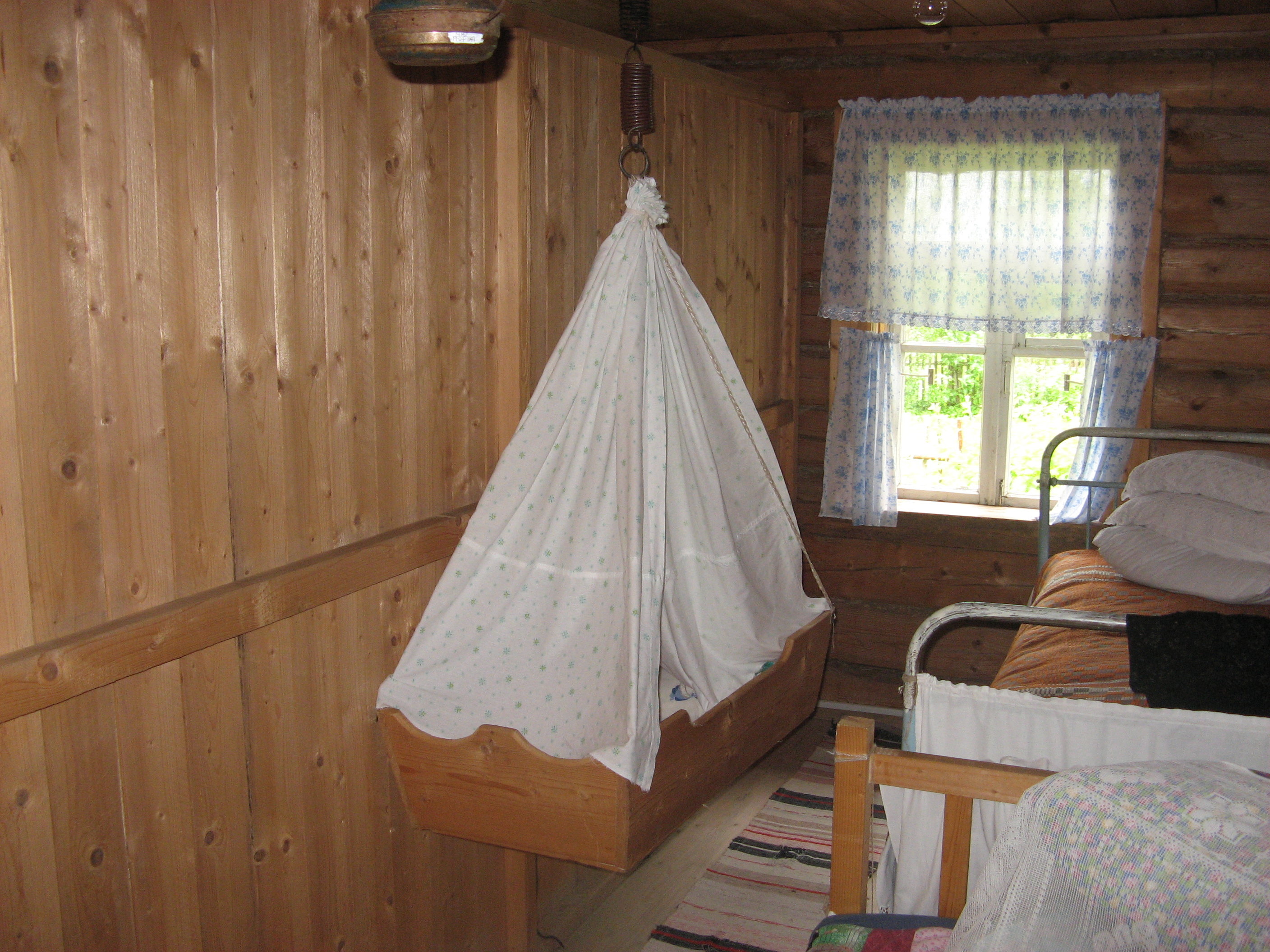
Slaapkamer in Gagarinmuseum

## Geboren
- Joeri Gagarin (1934-1968), kosmonaut